# تيد فنتون
تيد فنتون (بالإنجليزية: Ted Fenton)‏ (7 نوفمبر 1914 في المملكة المتحدة - 12 يوليو 1992 بإنجلترا في المملكة المتحدة) هو مدرب كرة قدم ولاعب كرة قدم بريطاني في مركز نصف الجناح. لعب مع كولتشستر يونايتد ووست هام يونايتد.

## وصلات خارجية
- تيد فنتون على موقع قاعدة بيانات كرة القدم.إي يو (الإنجليزية)
- تيد فنتون على موقع Soccerbase.com (مدرب) (الإنجليزية)